# День російської науки

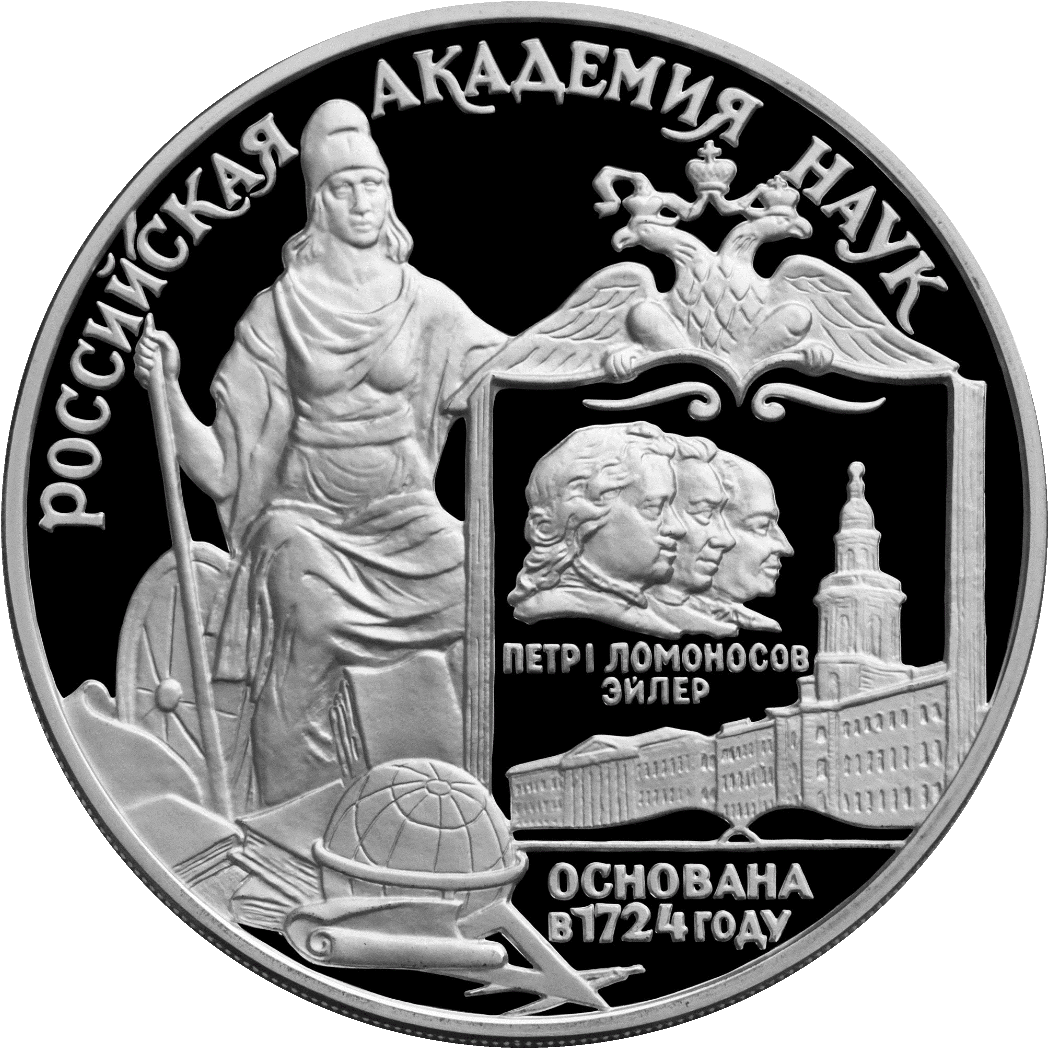
Монета Банка России к 275-летию основания РАН

День російської науки — свято Росії. Відзначається щорічно 8 лютого у день заснування Російської академії наук за велінням імператора Петра І 1724 року (28 січня за старим стилем).

## Історія свята
Свято встановлено в Росії Указом Президента Росії №717 від 7 червня 1999 року «Про встановлення Дня російської науки».